# بروشنيف-أوسادا
بروشنيف-وسادا (Брошнів-Осада) هي مدينة في مقاطعة إفانو-فرانكيفسكا في أوكرانيا.